# Wartburg College
Wartburg College – prywatna amerykańska protestancka uczelnia, mająca główną siedzibę w Waverly, w stanie Iowa. Nazwa szkoły została nadana z powodu krajobrazu w Saint Sebald, przypominającego okolice zamku Wartburg w Turyngii.
Szkoła oferuje programy bachelor’s degree i master of arts zarówno z nauk ścisłych jak i humanistycznych. Kształci w zakresie biologii, biznesu, zarządzania, pracy socjalnej czy nauczania podstawowego, a także muzykoterapii.

## Historia
Uczelnia założona przez pastora luterańskiego i profesora akademickiego, George Grossmana. Został on wysłany w 1852 roku, przez niemieckiego duchownego i teologa Wilhelma Löhe, do USA jako misjonarz, gdzie wraz z pięcioma studentami, w mieście Sagina w stanie Michigan, założył szkołę dla niemieckich imigrantów. Szkoła kilkakrotnie zmieniała lokalizację, od Dubuque, Saint Sebald i Clinton w stanie Iowa do Galena i Mendota w Illinois. Od 1935 roku ma stałą siedzibę w Waverly. Oddział szkoły znajduje się także w Denver.

## Sport
Uczelnia jest członkiem NCAA Division III i American Rivers Conference. Jej drużyny występują jako Wartburg Knights.